# Tabebuia
Tabebuia, conhecido popularmente como ipê, pau-d'arco, peúva, ipé, ipeúna, e paratudo, é o gênero neotropical mais comum da família Bignoniaceae. Atualmente, a maioria das espécies de ipês brasileiros está incluída no gênero Handroanthus, e não mais no gênero Tabebuia.

## Etimologia
"Ipê" e "ipé" provêm do tupi ï'pé, "árvore cascuda". "Pau-d'arco" é uma referência a seu uso pelos povos indígenas do Brasil como matéria-prima para confecção de arcos. "Ipeúva" provém do tupi ip'ïwa, "árvore da casca".

## Taxonomia
As árvores do gênero são de grande porte, decíduas. Possuem copas abertas e irregulares nos indivíduos jovens, enquanto, nos adultos, são arredondadas e elevadas. Seus troncos têm cor parda-escura. Os ritidomas são longitudinais, sulcados e fissurados transversalmente nas plantas adultas, apesar de serem lisos nas jovens.
As folhas são opostas cruzadas, compostas, digitadas com cinco folíolos, coriáceos, pubescentes em ambas as faces, oblongas, de base arrendondada ou cuneada, quase truncadas. As flores apresentam-se em tríades em conjuntos de inflorescências róseo-violáceas. Os frutos são de até 30 centímetros, deiscentes, cilíndricos. Suas sementes têm até dois centímetros e são aladas, sendo inúmeras por fruto.
Por sua grande variedade de espécies, autores sugeriram a revisão do gênero, de forma que ele fique restrito a árvores de flores brancas a vermelhas e que as espécies de flores amarelas, com folhas pilosas, e de madeira dura (contendo lapachol), passem a pertencer ao gênero Handroanthus.

### Espécies
São 74 espécies reconhecidas, com várias cores de flor. Nem todas são conhecidas popularmente como "ipê".

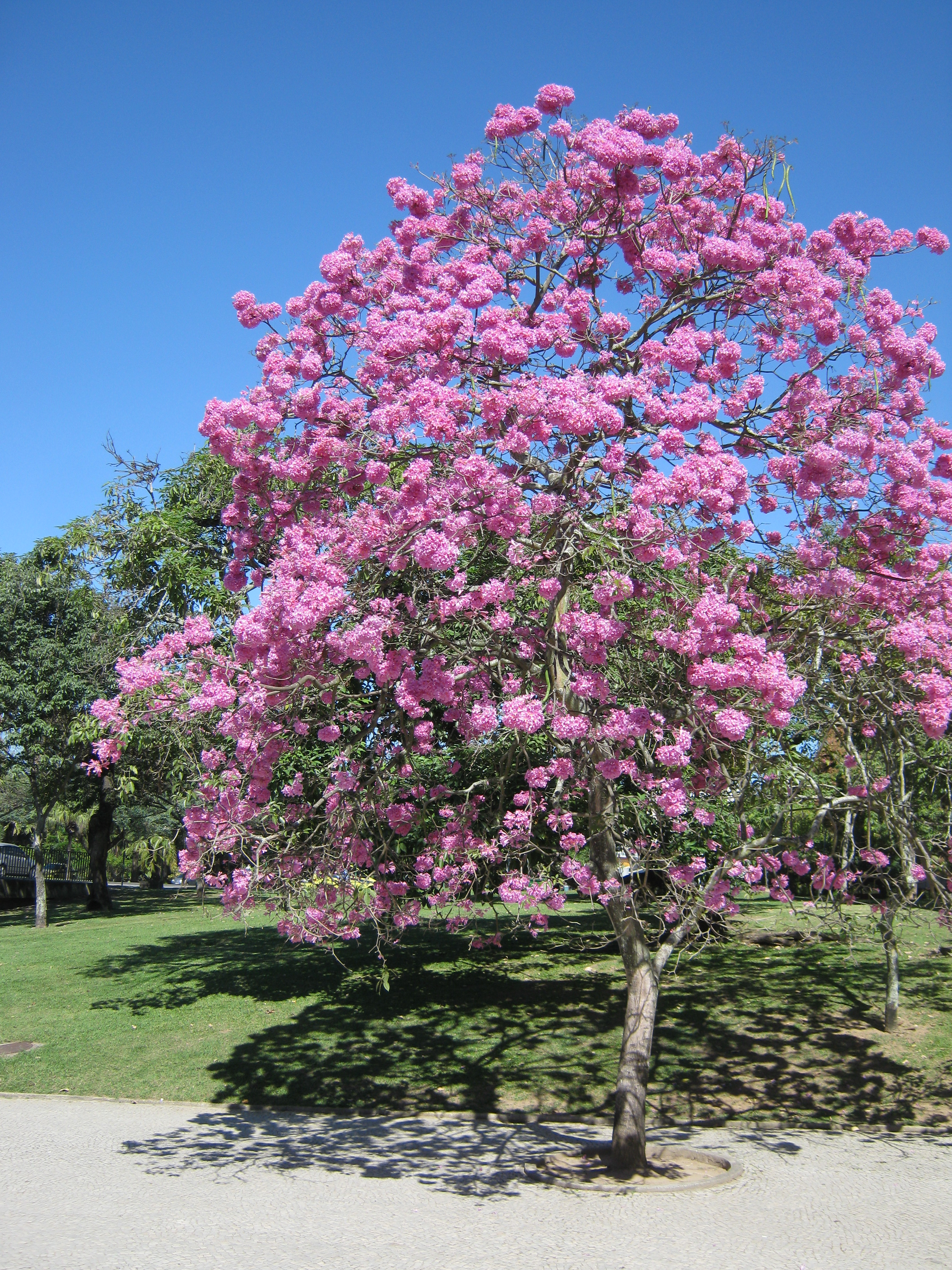
Tabebuia avellanedae no Parque Brigadeiro Eduardo Gomes, no Rio de Janeiro, no Brasil

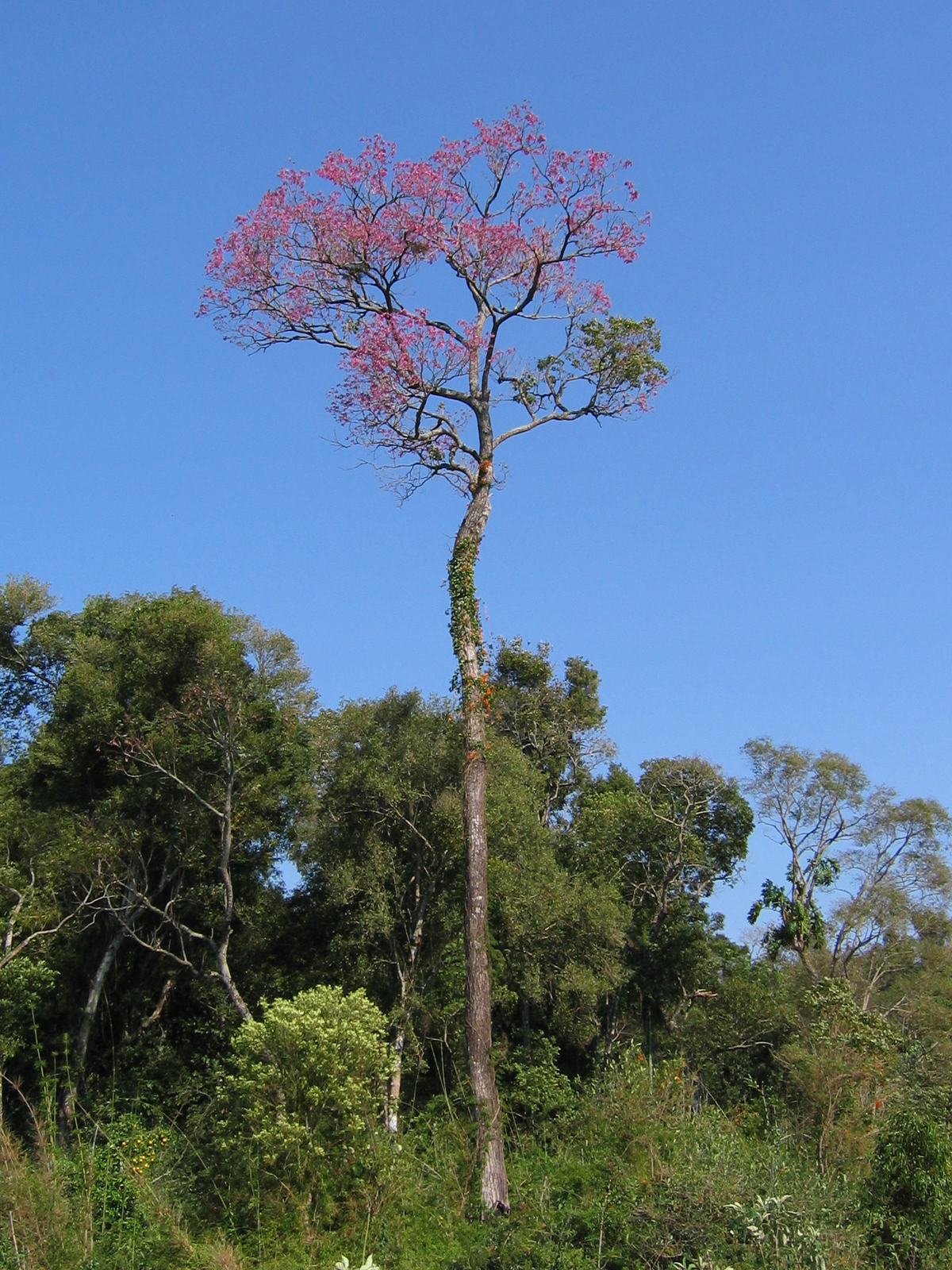
Tabebuia avellanedae na Reserva São Rafael, no Paraguai

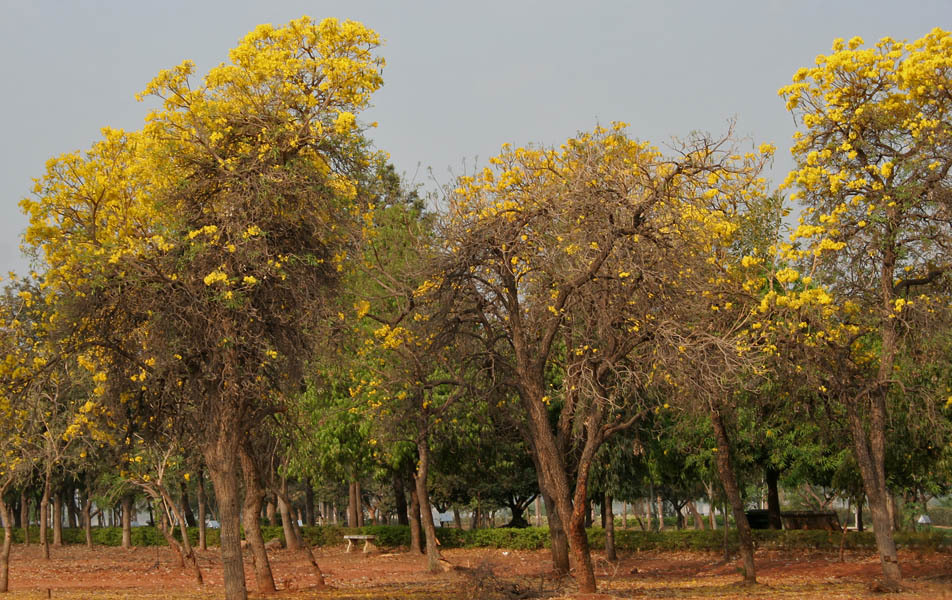
Tabebuia aurea em Hyderabad, na Índia

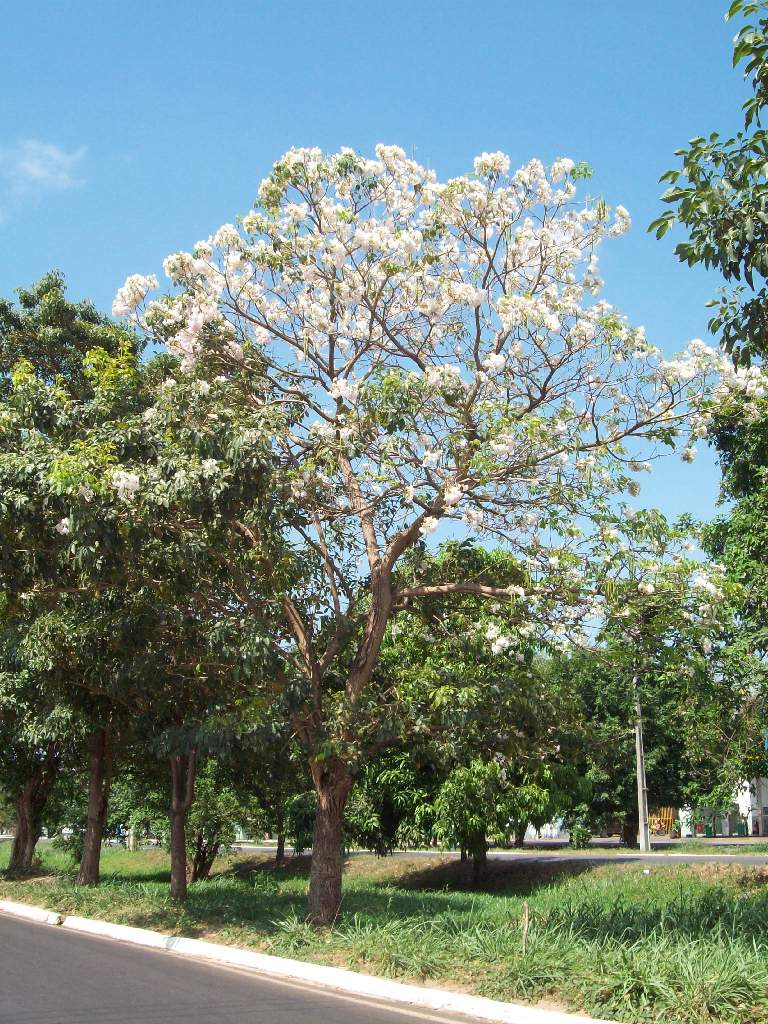
Ipê no município de Imperatriz, no Maranhão, no Brasil

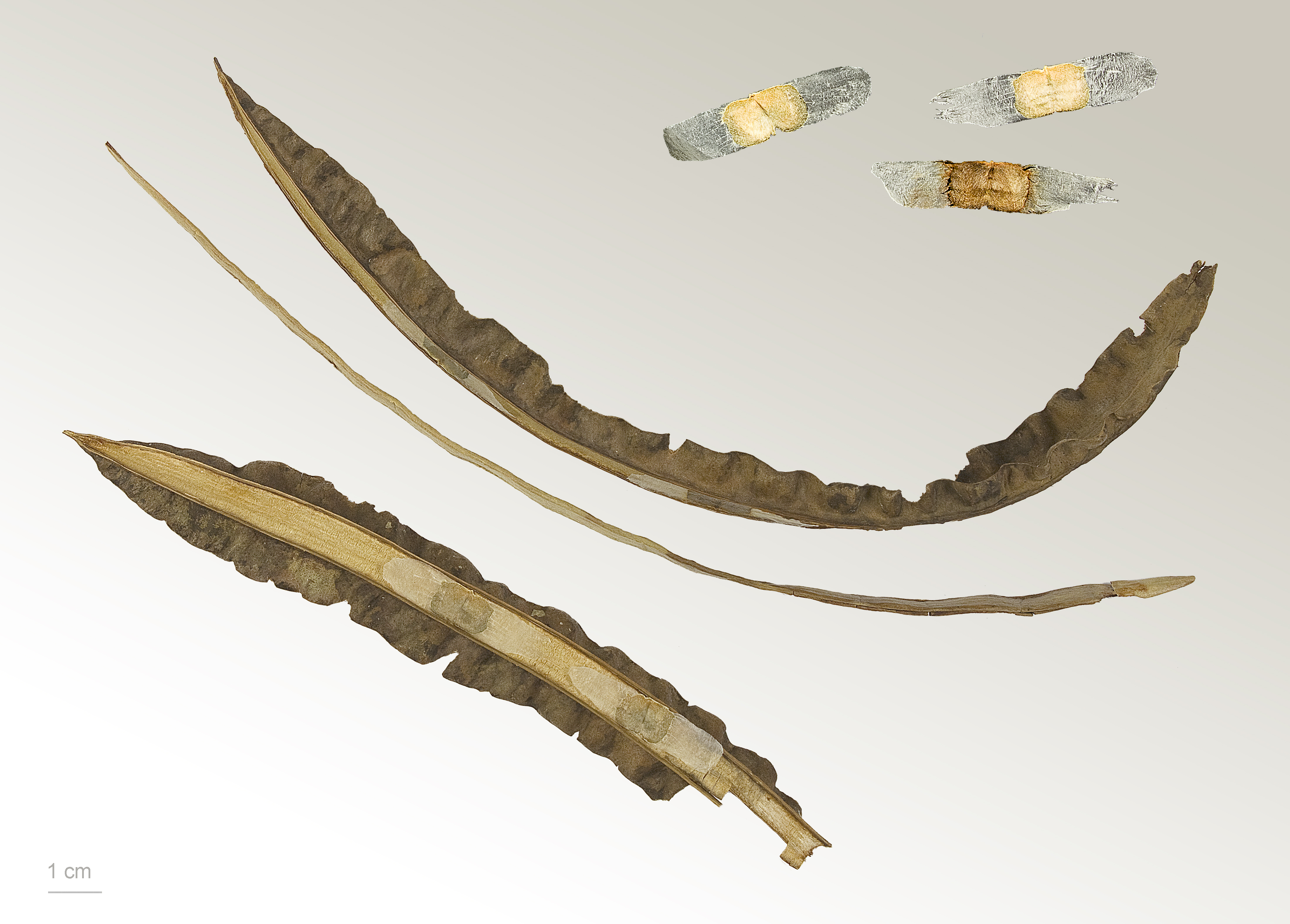
frutos e sementes de Tabebuia sp. em exposição no Museu de Toulouse

- Tabebuia acrophylla (Urb.) Britton
- Tabebuia angustata Britton
- Tabebuia arimaoensis Britton
- Tabebuia aurea (Silva Manso) Benth. & Hook.f. ex S.Moore
- Tabebuia bahamensis (Northr.) Britton
- Tabebuia berteroi (DC.) Britton
- Tabebuia bibracteolata (Griseb.) Britton
- Tabebuia brooksiana Britton
- Tabebuia buchii (Urb.) Britton
- Tabebuia bullata A.H.Gentry
- Tabebuia calcicola Britton
- Tabebuia caleticana A.H.Gentry & D.Albert
- Tabebuia cassinoides (Lam.) DC.
- Tabebuia clementis Alain
- Tabebuia conferta Urb.
- Tabebuia crispiflora Alain
- Tabebuia del-riscoi Borhidi
- Tabebuia densifolia Urb.
- Tabebuia dominguensis (Urb.) Britton
- Tabebuia dubia (C.Wright ex Sauvalle) Britton ex Seibert
- Tabebuia elegans Urb.
- Tabebuia elliptica (DC.) Sandwith
- Tabebuia elongata Urb.
- Tabebuia fluviatilis (Aubl.) DC.
- Tabebuia gemmiflora Rizzini & A.Mattos
- Tabebuia glaucescens Urb.
- Tabebuia gracilipes Alain
- Tabebuia haemantha (Bertol. ex Spreng.) DC.
- Tabebuia heterophylla (DC.) Britton
- Tabebuia hypoleuca (C.Wright ex Sauvalle) Urb.
- Tabebuia inaequipes Urb.
- Tabebuia insignis (Miq.) Sandwith
- Tabebuia jackiana Ekman ex Urb.
- Tabebuia karsoana Trejo
- Tabebuia lepidophylla (A.Rich.) Greenm. ex Combs
- Tabebuia lepidota (Kunth) Britton
- Tabebuia leptoneura Urb.
- Tabebuia linearis Alain
- Tabebuia maxonii Urb.
- Tabebuia microphylla (Lam.) Urb.
- Tabebuia moaensis Britton
- Tabebuia multinervis Urb. & Ekman
- Tabebuia myrtifolia (Griseb.) Britton
- Tabebuia nodosa (Griseb.) Griseb.
- Tabebuia obovata Urb.
- Tabebuia obtusifolia (Cham.) Bureau
- Tabebuia ochracea A.H. Gentry
- Tabebuia ophiolithica Alain
- Tabebuia orinocensis (Sandwith) A.H.Gentry
- Tabebuia ovatifolia Vattimo
- Tabebuia pallida (Lindl.) Miers
- Tabebuia palustris Hemsl.
- Tabebuia paniculata Leonard
- Tabebuia pilosa A.H.Gentry
- Tabebuia pinetorum Britton
- Tabebuia platyantha (Griseb.) Britton
- Tabebuia polyantha Urb. & Ekman
- Tabebuia polymorpha Urb.
- Tabebuia pulverulenta Urb.
- Tabebuia reticulata A.H.Gentry
- Tabebuia revoluta (Urb.) Britton
- Tabebuia ricardii M.Mejía
- Tabebuia rigida Urb.
- Tabebuia rosea (Bertol.) Bertero ex A.DC.
- Tabebuia roseoalba (Ridl.) Sandwith
- Tabebuia sauvallei Britton
- Tabebuia schumanniana Urb.
- Tabebuia shaferi Britton
- Tabebuia simplicifolia Carabia ex Alain
- Tabebuia stenocalyx Sprague & Stapf
- Tabebuia striata A.H.Gentry
- Tabebuia trachycarpa (Griseb.) K.Schum.
- Tabebuia vinosa A.H.Gentry
- Tabebuia zanonii A.H.Gentry

## Flores do gêneroTabebuia

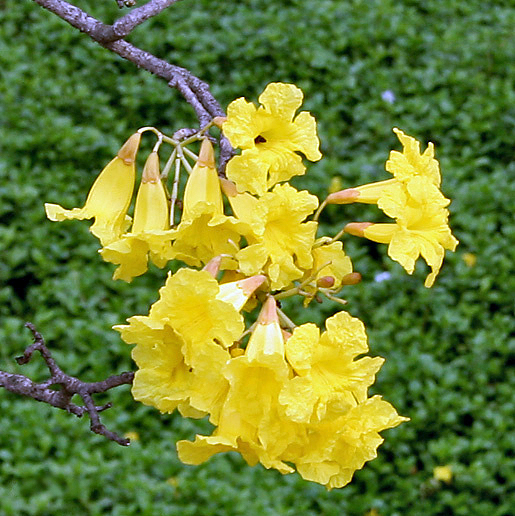
Tabebuia aurea em Calcutá, em Bengala Ocidental, na Índia
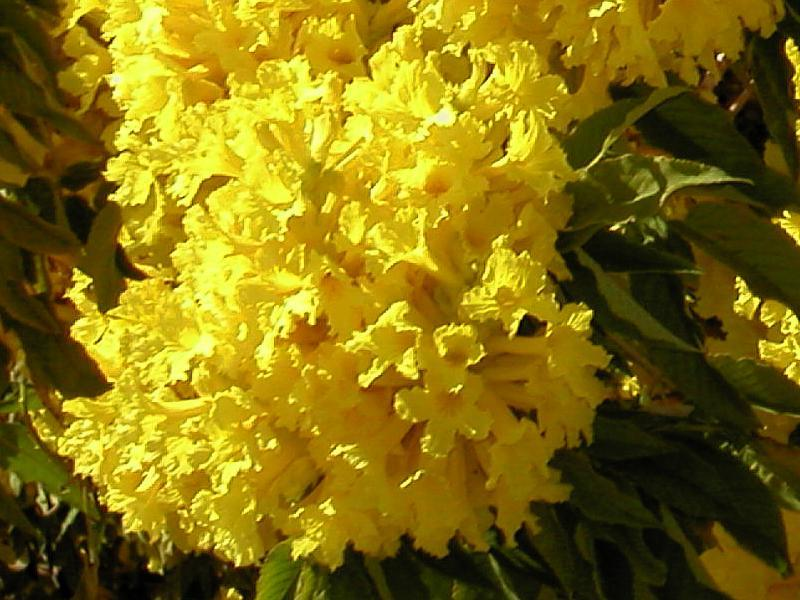
Tabebuia chrysantha
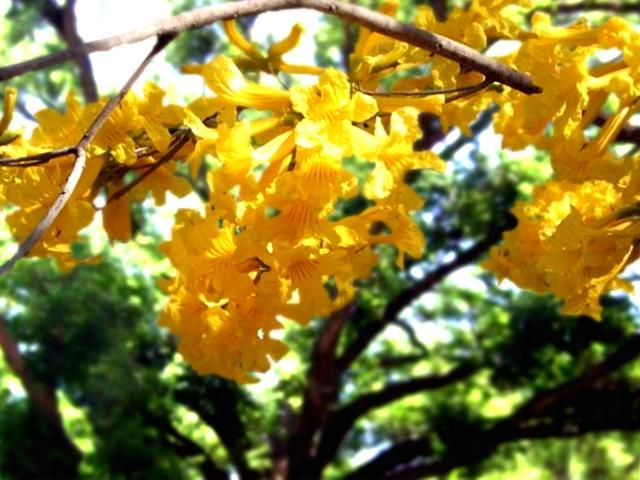
Tabebuia chrysotricha
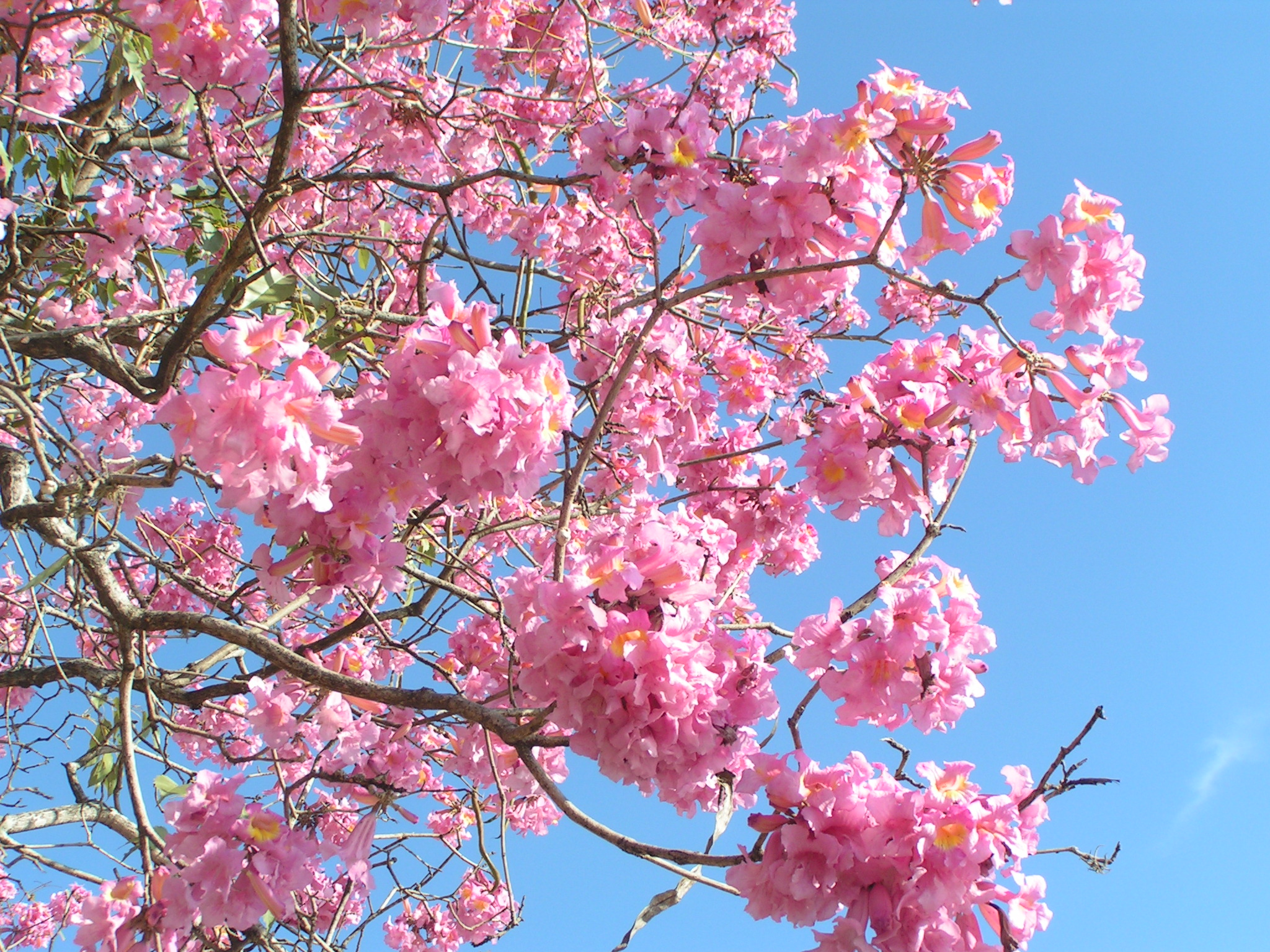
Tabebuia impetiginosa em Corrientes, na Argentina
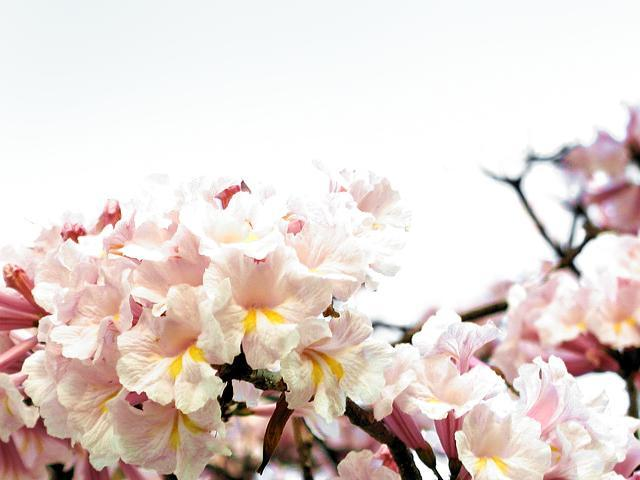
Tabebuia rosealba
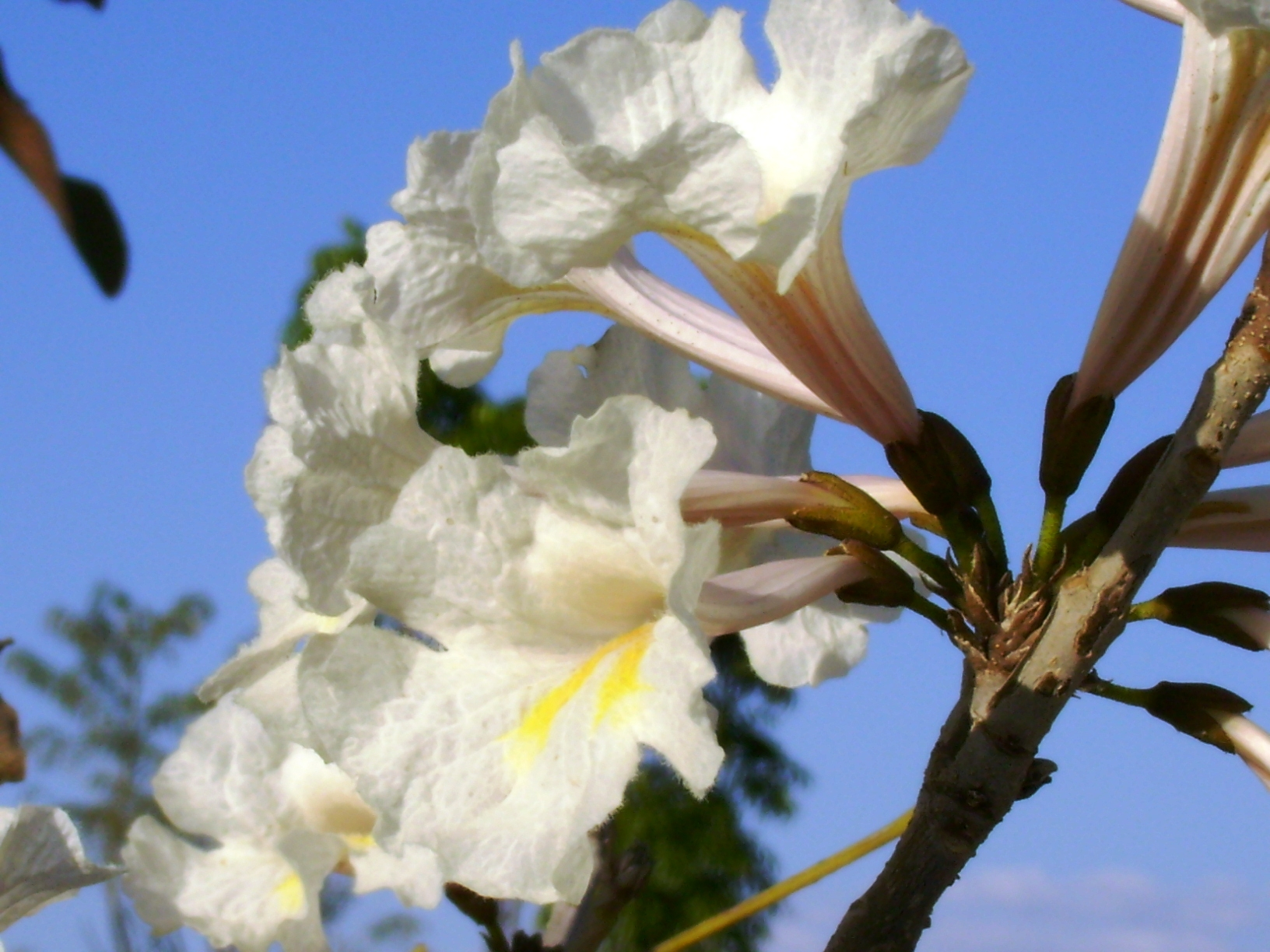
Tabebuia alba
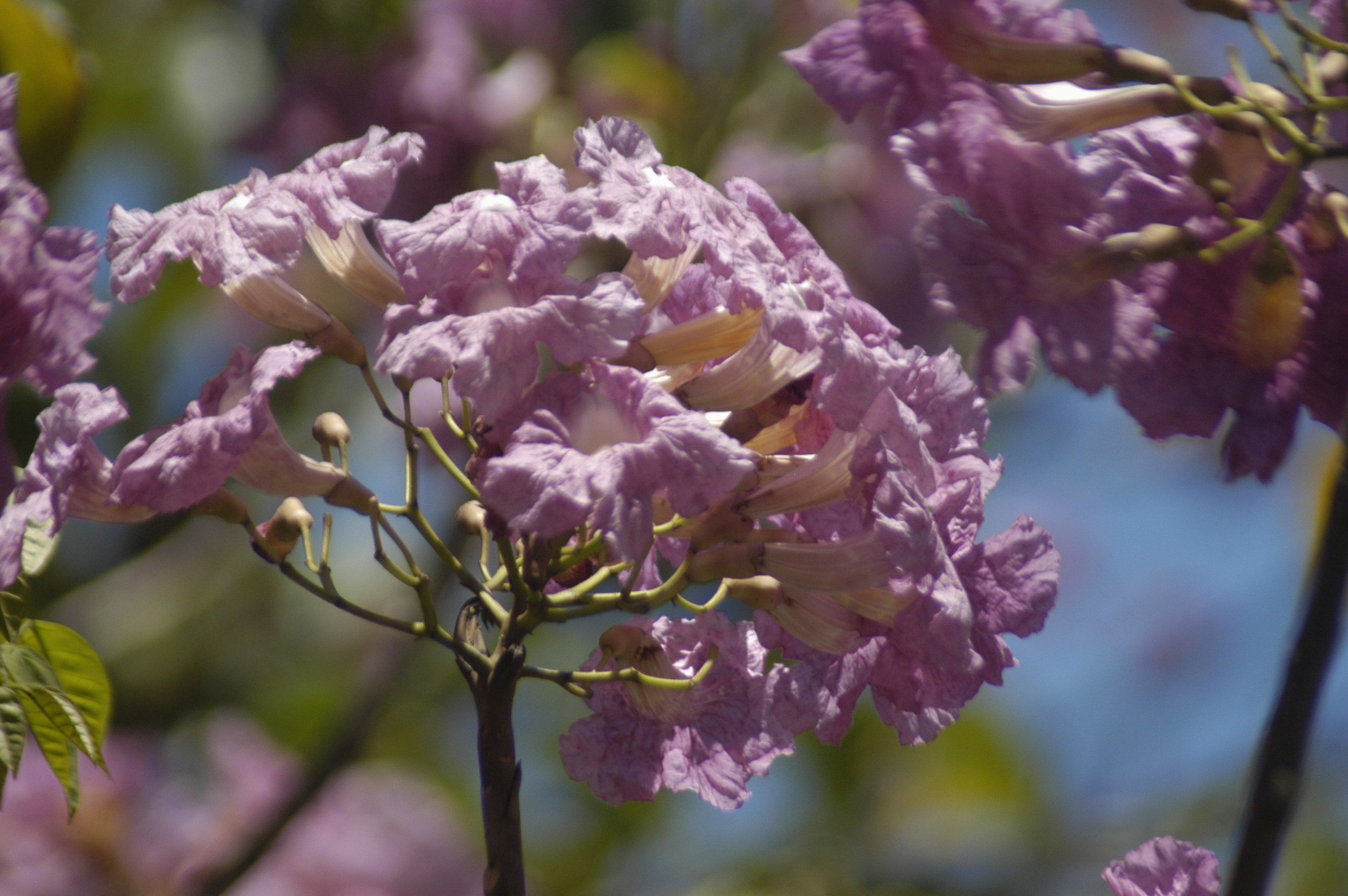
Tabebuia avelandae em Salvador, na Bahia, no Brasil
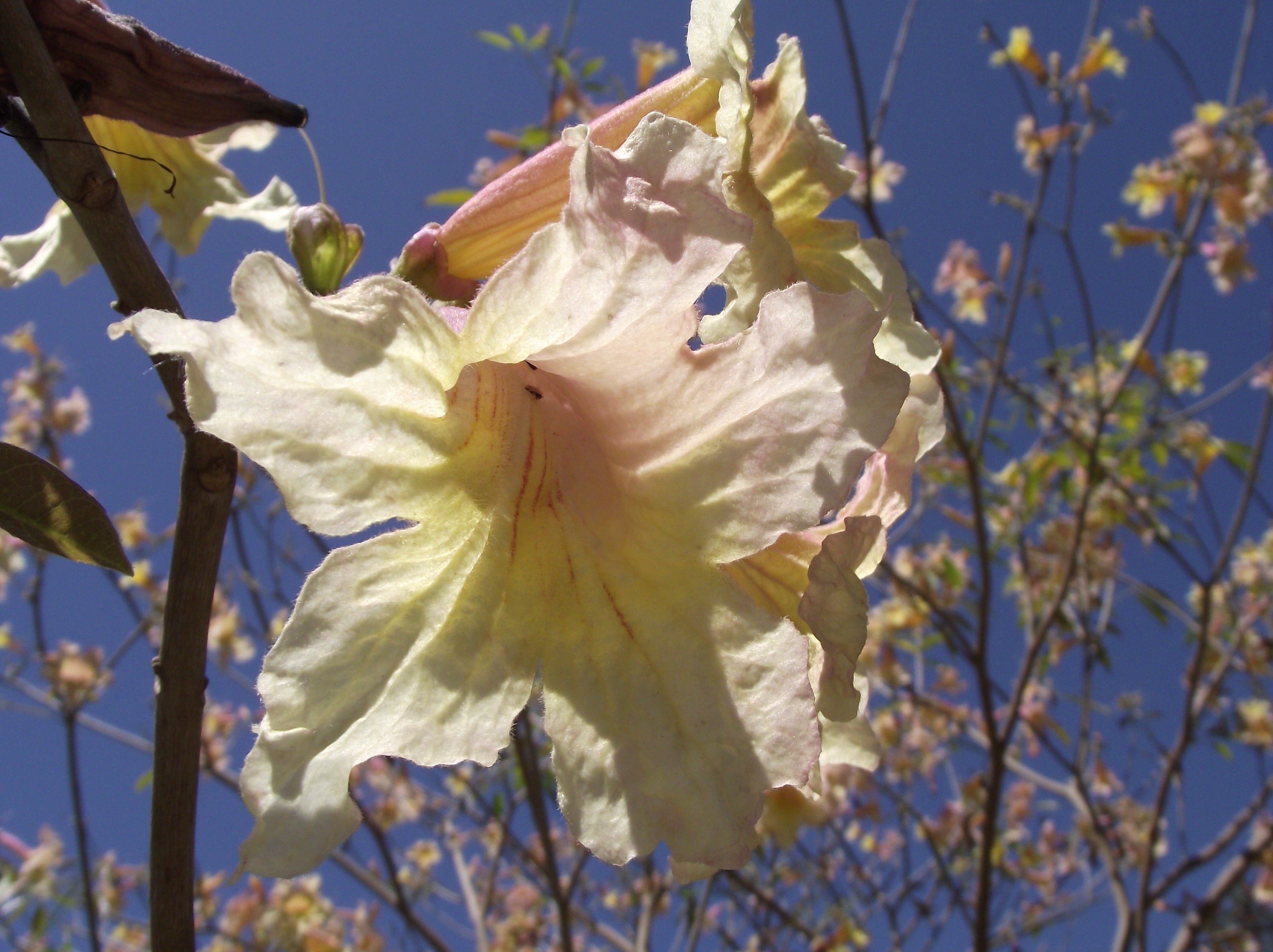
Tabebuia apricot no arboreto do Condado de Los Angeles, em Arcadia, na Califórnia, nos Estados Unidos

## Utilidades

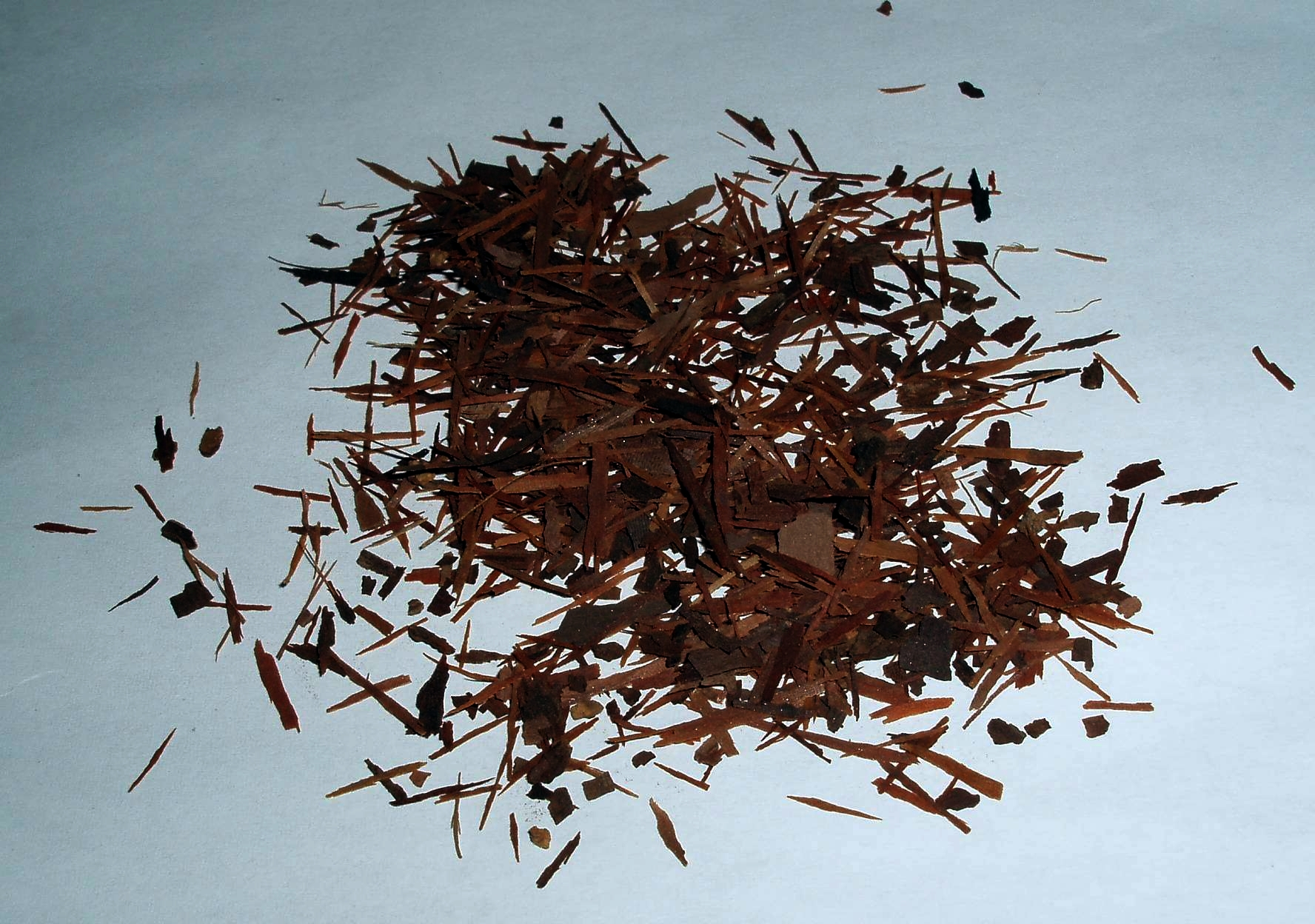
A casca e entrecasca das espécies conhecidas como ipê ou pau-d'arco (especialmente o Tabebuia avelandade) possuem propriedades medicinais de uso tradicional na América do Sul

As espécies deste gênero são importantes para obtenção de madeira usada para mobília e outros usos ao ar livre. É mais densa do que a água.
É cada vez mais popular como um material de deques devido a sua resistência contra insetos e sua durabilidade. Em 2007, a madeira certificada do ipê tinha se tornado prontamente disponível no mercado, embora os certificados fossem forjados ocasionalmente.
O ipê é amplamente utilizado como a árvore decorativa nos trópicos em jardins, nas praças públicas e bulevares devido à sua florescência impressionante e colorida. As flores aparecem no fim do inverno, junto com o período de queda das folhas. São úteis como plantas de mel para abelhas, e são popular com determinados colibris. A casca de diversas espécies tem propriedades medicinais. A casca é seca e fervida, produzindo fazendo um chá amargo ou ácido: o chá da casca interna de ipê (T. impetiginosa). É um remédio erval usado tipicamente durante a gripe e a estação fria, facilitando, ainda, a tosse do fumante. Trabalha aparentemente como expectorante, estimulando, através da tosse, que os pulmões se livrem do muco contaminado.
As flores do ipê branco e amarelo podem ser utilizadas na alimentação tanto cruas quanto cozidas/fritas.
São dotadas de lenho muitíssimo resistente à putrefação. Sua madeira é muito dura e resistente: é branca, levemente rosada, uniforme, leve, macia e durável, própria para marcenaria fina.